# 村田辰夫
村田 辰夫（むらた たつお、1928年1月25日 - 2020年7月6日）は、日本の詩人、翻訳家。梅花女子大学名誉教授。

## 経歴
滋賀県大津市生まれ。大津商業学校卒、1943年陸軍少年通信兵学校に入り、北支派遣電信第九連隊に配属、1946年復員、1947年同志社大学文学部卒、同大学院修士課程修了、1952年滋賀県立膳所高等学校教諭、1966年梅花女子大学助教授、教授、1998年名誉教授。
『シェイマス・ヒーニー全詩集』（1966 - 1991）『水準器』『電燈』『郊外線と環状線』『さ迷えるスウィニー』『人間の鎖』で2014年度第51回日本翻訳出版文化賞翻訳特別賞受賞。2015年6月現在、日本翻訳家協会副理事長。日本詩人クラブ、関西詩人協会所属、日本国際詩人協会 顧問を務める。

## 著書

### 詩集
- 『おもいの国土（村田辰夫詩集）』RAVINE社、1974年。
- 『わたしは鵜です』Ravine社、1991年。
- 『大津絵 詩賛』竹林館、2007年10月10日。ISBN 978-4-86000-135-3。

### 評論集
- 『T・S・エリオットと印度・仏教思想』国文社、1998年。
- 『T・S・エリオット詩句・賛』日本国際詩人協会、2016年。

## 翻訳
- T.S.エリオット『F・H・ブラッドリーの哲学における認識と経験』南雲堂、1986年。
- 『フィリップ・ラーキン詩集』国文社〈児玉実用・坂本完春・薬師川虹一共訳〉、1988年。
- 『シェイマス・ヒーニー全詩集』国文社〈坂本完春・杉野徹・薬師川虹一共訳〉、1995年。
- シェイマス・ヒーニー『水準器』国文社〈坂本完春・杉野徹・薬師川虹一共訳〉、1999年。
- T・S・エリオット／クリストファー・リックス編『三月兎の調べ 詩篇1909-1917年』国文社、2002年。
- シェイマス・ヒーニー『電燈』国文社〈坂本完春・杉野徹・薬師川虹一共訳〉、2006年。
- シェイマス・ヒーニー『郊外線と環状線』国文社〈坂本完春・杉野徹・薬師川虹一共訳〉、2010年。
- シェイマス・ヒーニー『さ迷えるスウィニー』国文社〈薬師川虹一・坂本完春・杉野徹共訳〉、2012年。
- カブリエル・ローゼンストック『御名を唱えて』〈すみくらまりこ訳 監訳 日本国際詩人協会〉2012年。
- シェイマス・ヒーニー『人間の鎖』国文社〈坂本完春・杉野徹・薬師川虹一共訳〉、2013年。
- ガブリエル・ローゼンストック共著『滝の二重奏 響き合う東西詩人 詩的対話』日本国際詩人協会、2015年。